# محمد زويد
محمد زويد (1 يناير 1900 - 5 يونيو 1982)، مغني بحريني.

## عنه
هو المطرب محمد جاسم زويد، ولد في حالة بوماهر جنوب مدينة المحرق العام 1900م. درس القرآن الكريم على يد سيد علي، وركب البحر «تبابا» وهو لم يتجاوز الخامسة عشرة من عمره. وقد أهلته حنجرته القوية لأن يكون نهاما على إحدى سفن الغوص. أحب الفن والطرب منذ صغره فتعلم العزف على آلة العود على يد أستاذه الفنان محمد بن فارس، فأصبح يغني في الدور وحفلات الزواج.

## عن حياته
في العام 1929م سنحت له الفرصة لأن يسافر إلى العراق ليسجل أول مجموعة من اسطواناته.وبذلك يعتبر أول فنان بحريني يقوم بتوثيق أعماله الفنية الصوتية على الإطلاق حتى أنه سبق أساتذته محمد بن فارس وضاحي بن وليد في هذا المجال اللذين بدأوا عملية تسجيل أعمالهم من بعده في عام 1932... وقد لقت هذه الاسطوانات الرواج واستحسان الجمهور. واستفاد الفنان محمد زويد من هذه الرحلة بالاطلاع على الأغاني والمقامات العراقية، ورجع مرة أخرى إلى العراق في العام 1936 وسجل عددا من الاسطوانات، ما زاد شهرته بين الناس في البحرين والخليج.

## أعماله الاذاعية
واصل الفنان محمد زويد تألقه الفني وزادت شهرته عندما بدأت إذاعة الحلفاء التي افتتحت العام 1941م بث أغانيه على الهواء مباشرة وتخصيص أيام بتقديم وصلاته الغنائية. في العام 1948م وصلت إلى البحرين آلات تسجيل عن طريق أبناء الساعاتي فسجّل الفنان محمد زويد الكثير من اسطواناته الفنية في البحرين. وساهم افتتاح إذاعة البحرين في انتشار أغانيه.

## اختياراته
كان يختار أغانيه من القصائد العربية ومن أشعار المتنبي وأبي فراس الحمداني بمساعدة الأستاذ يوسف العمران، إضافة للقصائد الحمينية إذ كان له أسلوبه الخاص والمميز واستقلاليته في العزف والغناء. وبلغ مجموع أغانيه أكثر من 300 أغنية، ووافته المنية في يوم السبت الموافق 5 يونيو/ حزيران 1982م. ومن أبرز أغانيه: «هم يحسدوني»، «كوكو»، «ظريف المحاسن»، «مقام جسد ناحل وقلب جريح»، و«يا حمود ما شفت الخضر».